# Mercury Mariner
Mercury Mariner (укр. Меркурій Моряк) — компактний кросовер компанії Mercury концерну Ford. Автомобіль є покращеною версією Ford Escape.

## Перше покоління

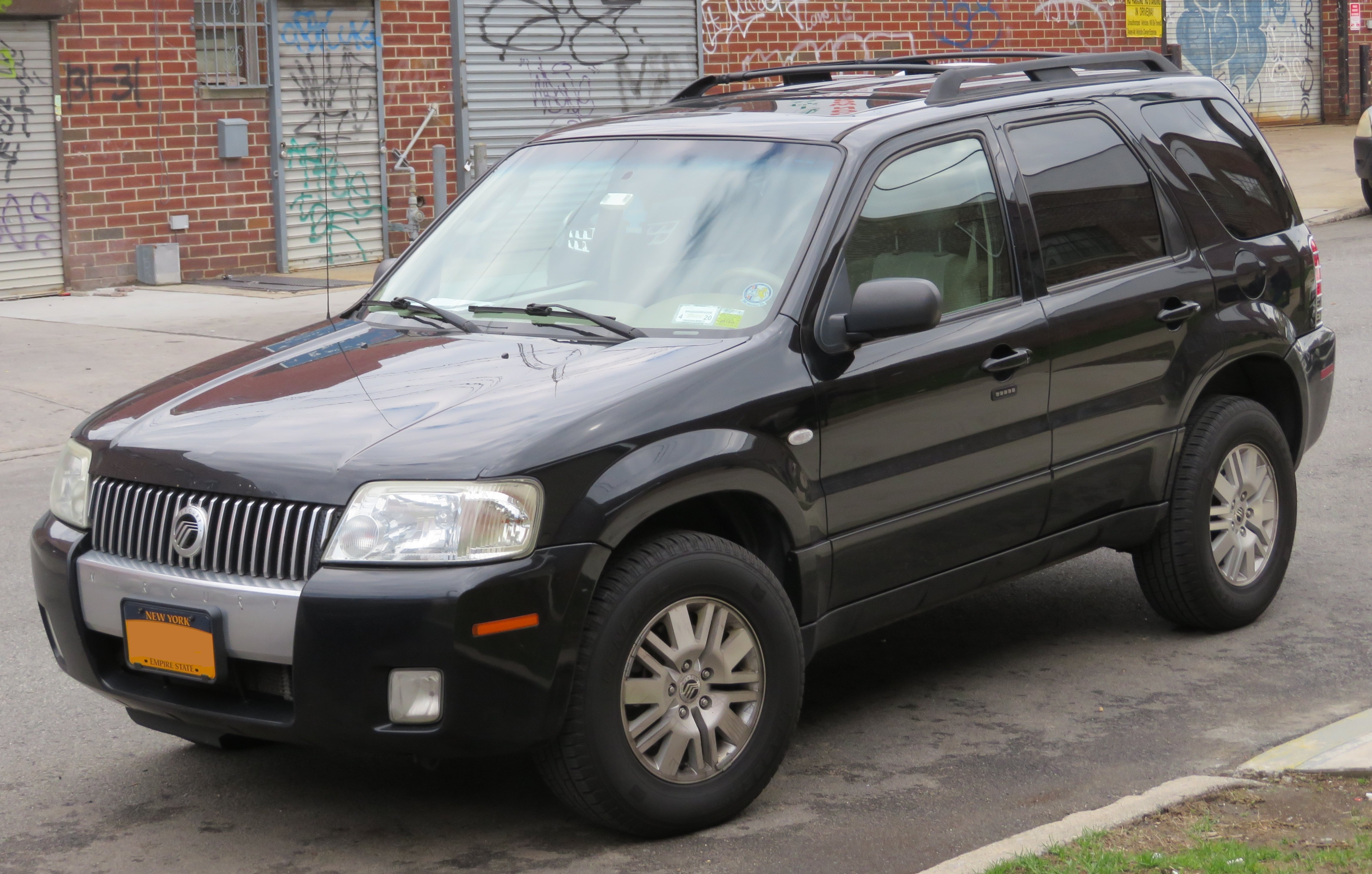
Mercury Mariner I

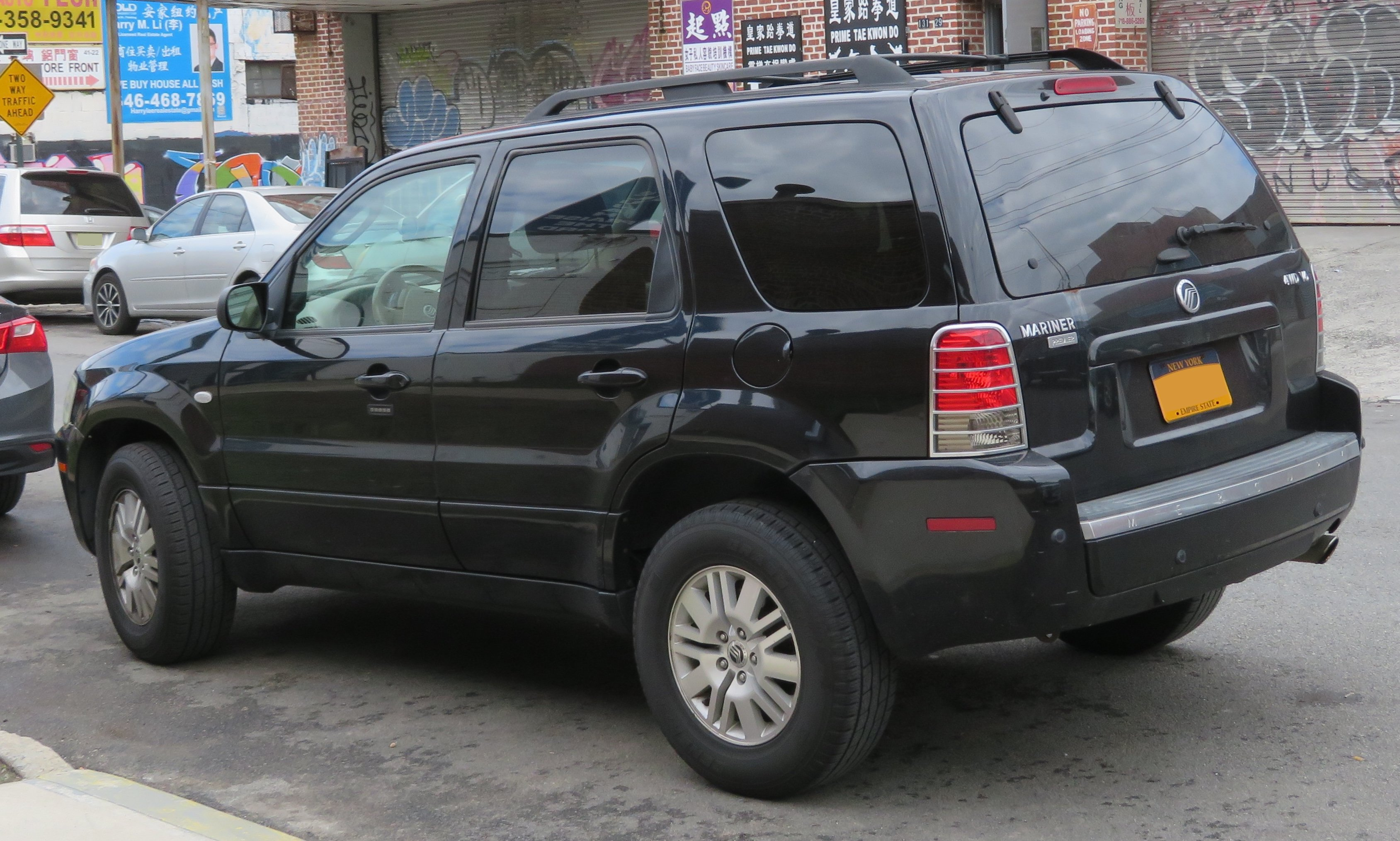
Mercury Mariner I

Представлений у 2004 році, як модель 2005 модельного року у США, підрозділ Mercury випустив розкішну версію Ford Escape під назвою Mercury Mariner. Mariner стоїть дещо вище від Escape в ієрархії Ford-Mercury-Lincoln. Mariner є першим кросовером Mercury і в лінійці займає становище нижче від Mercury Mountaineer. Кросовер офіційно пропонувався у США, Мексиці, Саудівській Аравії, Кувейті та ОАЕ. Меркурій включає стилістичні відмінності, такі як двоколірний інтер’єр, ретранслятори повороту, запозичені з європейського Ford Maverick (ім'я Escape в Європі), монотонну обшивку та передню решітку "водоспаду" Mercury. Автомобіль комплектувався тільки АКПП. Mariner був першим Меркурієм з чотирициліндровим з моменту припинення виробництва Mercury Cougar у 2002 році. 

### Mariner Hybrid
У 2006 році лінійку було розширено з впровадженням Mariner Hybrid. Продажі закінчилися після того, як модель 2007 року була замінена другим поколінням, яке знову являло собою перероблений Ford Escape.
7 вересня 2006 року Ford поставив екс-президенту Біллу Клінтону спеціальну "президентську версію" Mercury Mariner Hybrid. Його спеціальні функції включають: світлодіодне освітлення, розетку на 110 вольт, центральну консоль та розкладні столики на задньому сидінні, персональні DVD-програвачі для кожного сидіння, холодильник, збільшене місце для ніг на задньому сидінні. Також було зроблено кілька нерозкритих модифікацій безпеки, внесених до транспортного засобу.
Силовий агрегат Mariner Hybrid був ідентичним Ford Escape Hybrid. Він був виведений на американський ринок у 2006 році та був припинений у 2010 році (у другому поколінні) з рештою марки. Всього було продано 12 300 одиниць Mariner Hybrid.
Як і Ford Escape Hybrid, Mariner Hybrid - це "повна" гібридна електрична система, тобто система може автоматично перемикатися між чистою електричною силою, чистою потужністю бензинового двигуна або комбінацією електричного акумулятора та бензинового двигуна, який працює разом, для досягнення максимальної продуктивності та ККД на всіх швидкостях і навантаженнях. Під час гальмування або уповільнення, гібридна система Mariner використовує регенеративне гальмування, коли електродвигун з електроприводом стає генератором, перетворюючи імпульс автомобіля назад в електрику для зберігання в акумуляторах. Маючи 155 к.с. (116 кВт), гібрид Mariner має майже такі ж характеристики прискорення, як і звичайний V6 Mariner потужністю 200 к.с. (150 кВт). Як і Escape Hybrid, він отримує середній показник 34 милі за галон США (6,9 л/100 км; 41 миль на секунду).

### Двигуни
- 2.3 л Duratec 23 I4 153 к.с.
- 3.0 л Duratec 30 V6 200 к.с.
- 2.3 л Duratec 23 I4 133 к.с. + електродвигун 95 к.с., сумарно 156 к.с. (Hybrid)

## Друге покоління

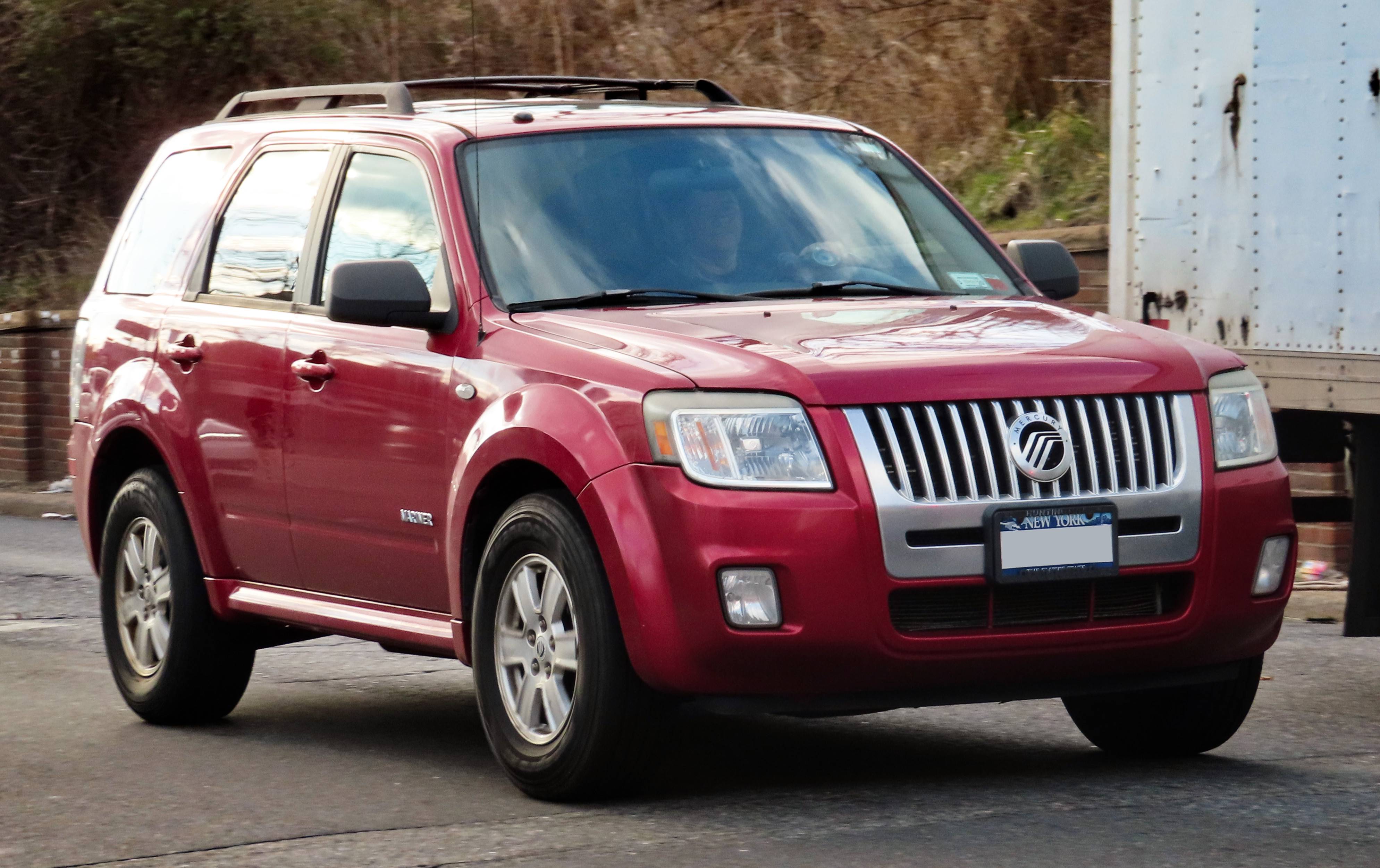
Mercury Mariner ІІ

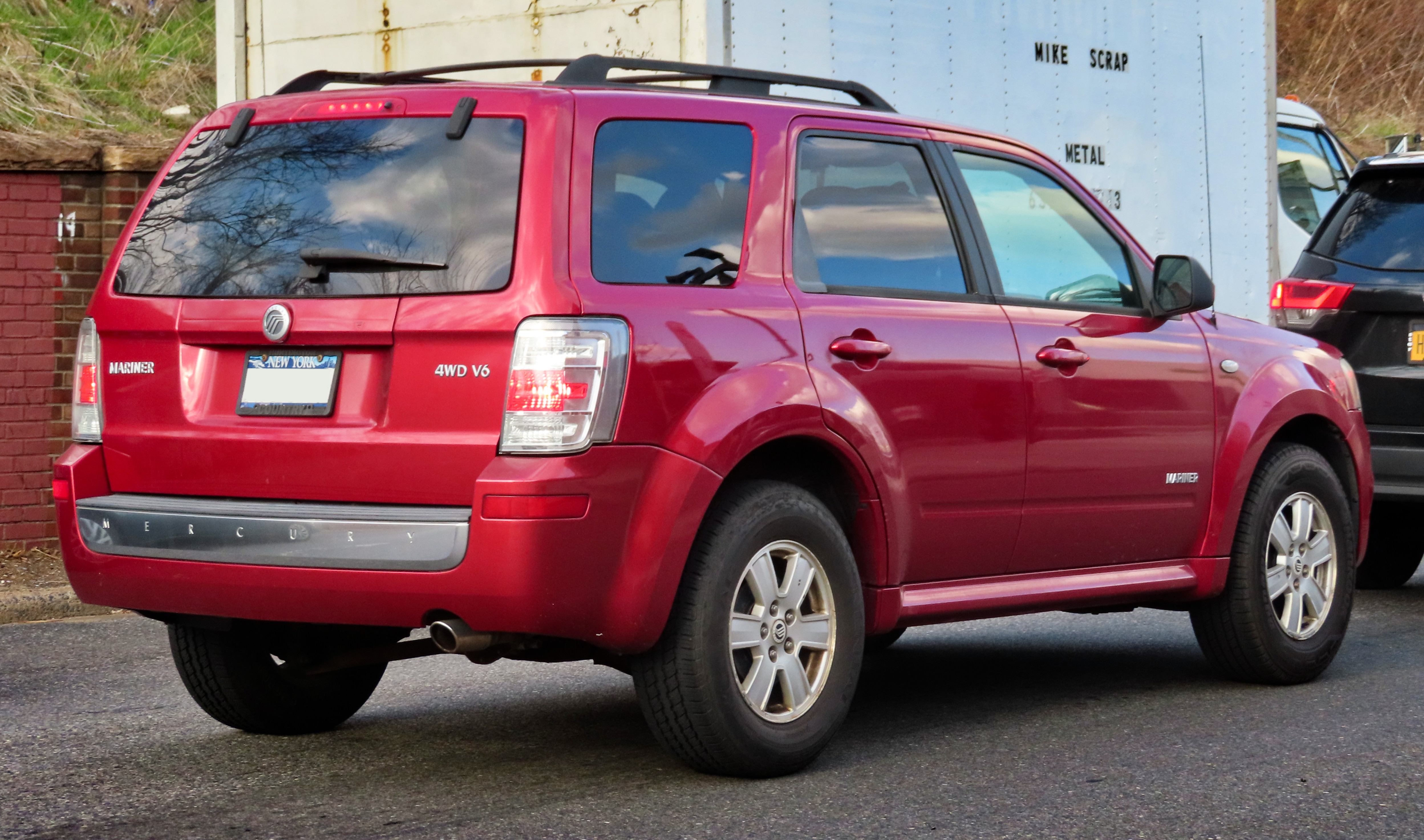
Mercury Mariner ІІ

У 2008 модельному році Mariner був значно оновлений, хоча залишився на платформі Ford CD2, використовуваній попереднім поколінням. Перший Mercury Mariner 2008 був представлений на міжнародному автосалоні Південної Флориди 6 жовтня 2006 року. Зміни включали нові сидіння, фари, задні ліхтарі, більш високу смугу руху та нові двері та колеса. Інтер'єр також був суттєво оновлений більш якісними матеріалами та більш вишуканими функціями. Двигуни залишилися колишніми, але 3,0 л Duratec V6 був модифікований, щоб зменшити витрату палива на 10%.
Ford Escape та Mercury Mariner 2009 модельного року були представлені на автосалоні у Вашингтоні 2008 року. Оснащений 2,5-літровим двигуном та 6-ступінчастою автоматичною коробкою передач, яка замінила чотириступінчасту автоматичну коробку передач, новий силовий агрегат покращив економію палива EPA на 1 милю на галон і збільшив потужність на 11% до 170 к.с. (127 кВт). Крім того, існуючий 3,0-літровий Duratec V6 став потужніним від 200 к.с. (149 кВт) до 240 к.с. (179 кВт). Новий двигун також став новою основою для гібридних моделей Ford, включаючи Ford Escape Hybrid та Mercury Mariner Hybrid. "Для кожного з восьми автомобілів Escape і Mariner, які ми продаємо, один з них є гібридом, і привабливість зростає", - каже Сью Цішке, старший віце-президент Ford, "Стабільність, навколишнє середовище та безпека".
Для 2010 модельного року, Mariner додав Ford MyKey та причіпні елементи управління, як стандартні на всіх рівнях оздоблення. Двигун Mariner має опцію Flex-Fuel для всіх моделей - це означає, що вони можуть використовувати паливо E85 або звичайний бензин тільки на двигуні V6. Для цього модельного року Ford також відмовився від ретрансляторів сигналу повороту в стилі Євро. У 2011 модельному році Mariner показав HD Radio як стандарт, але продовжував працювати з тими ж можливостями, що і моделі 2010 року. Ця версія Mariner була останньою, оскільки Ford ліквідував марку Mercury через зменшення продажів. Ford закінчив виробництво Mariner у жовтні 2010 року. Останній відкотився від конвеєра 5 жовтня 2010 року.

### Двигуни
- 2.3 л Duratec 23 I4 153 к.с.
- 2.5 л Duratec 25 I4 171 к.с.
- 3.0 л Duratec 30 V6 240 к.с.
- 2.5 л Duratec 23 I4 155 к.с. + електродвигун 95 к.с., сумарно 177 к.с. (Hybrid)

## Продажі
| рік  | США    |
| ---- | ------ |
| 2004 | 7,171  |
| 2005 | 34,099 |
| 2006 | 33,941 |
| 2007 | 34,844 |
| 2008 | 32,306 |
| 2009 | 28,688 |
| 2010 | 29,912 |